# 埃里克·贝里奎斯特
埃里克·贝里奎斯特（瑞典語：Erik Bergqvist，1891年6月20日—1954年2月17日），瑞典男子足球、游泳、水球运动员。他曾代表瑞典参加1912年和1920年夏季奥林匹克运动会，获得一枚银牌和一枚铜牌。